# 小江调水
小江调水是中国的一个南水北调方案，是指通过三峡工程电力，让长江水从重庆的小江段通过各种手段跨过秦岭进入咸阳，再通过渭河进入小浪底，最后进入北京的方案。